# Xã Lower Saucon, Quận Northampton, Pennsylvania
Xã Lower Saucon (tiếng Anh: Lower Saucon Township) là một xã thuộc quận Northampton, tiểu bang Pennsylvania, Hoa Kỳ. Năm 2010, dân số của xã này là 10.772 người.